# دوی اف. بارتلت
دوی فالت بارتلت سینیور (به انگلیسی: Dewey Follett Bartlett, Sr.) سناتور سابق عضو حزب جمهوری‌خواه ایالات متحده آمریکا بود. وی در سال ۱۹۷۳ تا ۱۹۷۹ میلادی سناتور ایالت اکلاهما در سنای ایالات متحده آمریکا بود.